# Grégory Galbadon
Grégory Galbadon (nascido em 21 de janeiro de 1973) é um político francês que representou o terceiro eleitorado de Manche na Assembleia Nacional de 2017 a 2018 como membro do Renascimento (RE).

## Carreira política
Nas eleições legislativas francesas de 2017, Galbadon foi o candidato substituto de Stéphane Travert no terceiro círculo eleitoral de Mancha. Galbadon tornou-se membro da Assembleia Nacional após a nomeação de Travert para o governo como Ministro da Agricultura em 22 de julho de 2017. Ele deixou o Parlamento em 2018.